# Насір (султан Сеннару)
Насір (*араб. ناصر; д/н — 1769) — 19-й макк (султан) Сеннару в 1762—1769 роках.

## Життєпис
Походив з династії Фунджі. Старший син макка Баді IV. 1762 року за підтримки брата Адлана та Мухаммеда Абу аль-Кайліка, намісника Кордофана, повалив батька. Втім той втік до Ефіопії, де отримав підтримку тамтешнього негуса. Але того ж року через своїх поплічників Насір зумів заманити колишнього правителя до Сеннару, де його схопили й 1764 року таємно стратили.
Не виявив державного хисту, більше часу проводив у розвагах. Візиром було призначено Адлан уад Сибані, шейха Хашм-ель-Бахру, що був другом  Мухаммеда Абу аль-Кайліка. При цьому значну владу отримав Абу аль-Кайлік, що зумів відбити потужний напад дарфурського султана Мухаммада Тайраба. 
1768 року Насір відсторонив Адлан уад Сибані від посади візира, якого разом з братом Кітто та Вааді уад Раджбом (небіжем аль-Кайліка)  відправив у заслання. Але вже 1769 року його самого повалено й страчено разом з 2 малолітніми синами аль-Кайліком. Новим макком став його брат Ісмаїл.